# Wielka Orla Turniczka
Wielka Orla Turniczka (słow. Veľká Orlia vežička, Granátová štrbina, niem. Grosses Adlertürmchen, węg. Nagy-Sas-tornyocska) – wznosząca się na wysokość 2162 m n.p.m. turnia w długiej wschodniej grani Świnicy w polskich Tatrach Wysokich. Jest to wyższa, zachodnia z Orlich Turniczek. Dokładniej znajduje się w zachodniej grani Orlej Baszty pomiędzy Skrajnym Granatem (2225 m), od którego oddziela ją Granacka Przełęcz (ok. 2145 m), a Małą Orlą Turniczką, od której oddziela ją mała, szeroka Orla Przełączka Wyżnia.
Wielka Orla Turniczka na południową stronę do Dolinki Buczynowej opada ostrym filarem oddzielającym żleb spadający z Granackiej Przełęczy od rynny z Orlej Przełączki Wyżniej. Na północną stronę, do drugiego żlebu Granackiej Przełęczy opada stromą ścianką. W połowie wysokości ściankę tę przecina system półek, którymi poprowadzono szlak turystyczny Orlej Perci. Odcinek ten jest eksponowany i ubezpieczony łańcuchami i klamrami, w jednym miejscu prowadzi drabinką. Omija on wierzchołki Orlich Turniczek i wyprowadza na Orlą Przełączkę Niżnią, w której przechodzi na drugą, południową stronę grani. Do 2012 r. zdarzył się tutaj 1 wypadek śmiertelny.
Pierwsze odnotowane wejścia:
- Wielka Orla Turniczka – Zygmunt Klemensiewicz, Jerzy Maślanka, 13 sierpnia 1904 r.,
- Mała Orla Turniczka – Zygmunt Klemensiewicz, Roman Kordys, 3 sierpnia 1905 r.[6]

## Taternictwo
Na Wielkiej Orlej Turniczce dopuszczalna jest wspinaczka skalna, ale tylko od strony Dolinki Buczynowej. Są tu dwie drogi wspinaczkowe:
- południowym żebrem; V stopień trudności w skali tatrzańskiej, czas przejścia 30 min.
- lewym skrajem południowej ściany; V, 1 godz.[4]

## Szlaki turystyczne
– czerwony (Orla Perć) przebiegający granią główną z Zawratu przez Kozi Wierch, Granaty i Buczynowe Turnie na Krzyżne.
- Czas przejścia z Zawratu na Krzyżne: 6:40 h
- Czas przejścia z Krzyżnego na Kozi Wierch (część Zawrat – Kozi Wierch jest jednokierunkowa!): 3:35 h.